# Zofa
Zofa es un proyecto de Miguel González Estrada dedicado a la exploración sonora y minimalista de la música electrónica.
Dentro de sus géneros, Zofa es probablemente el exponente más reconocido del país.
También es conocido por ser fundador de la casa discográfica Discos Konfort y por su labor de difundir la música electrónica en México.

## Discografía
- 2002 - Mínimas Texturas 001 [Konfort]
- 2002 - Máximas Texturas 002 [Konfort]
- 2002 - Mínimas Texturas 003 [Konfort]
- 2002 - Mínimas Texturas 005 [Konfort]
- 2002 - Mínimas Texturas 007 [Konfort]
- 2002 - Mínimas Texturas 009 [Konfort]
- 2003 - Urbe Probeta [Konfort]
- 2006 - Private [Yuki Yaki]
- 2007 - Histéresis [Filtro 0020]
- 2019 - The Random Experience of Nothing Vol. 1 [Subunda]

- Datos: Q9097742